# Mariano Peñas Gallego
Mariano Peñas Gallego (6 de maig de 1901,? - 11 de novembre de 2000, San Pablo de los Montes, Toledo) fou un militar espanyol de l'arma de Cavalleria que assolí el grau de tinent coronel. Essent capità formà part del grup de militars anomenats Jinetes de Alcalá i que s'aixecà contra el govern de la Segona República Espanyola el 1936 a Mallorca. Els primers mesos de la Guerra Civil participà en la formació de les milícies falangistes, en la repressió de membres i simpatitzants del Front Popular i en la defensa contra el desembarcament de Mallorca per part de tropes republicanes.

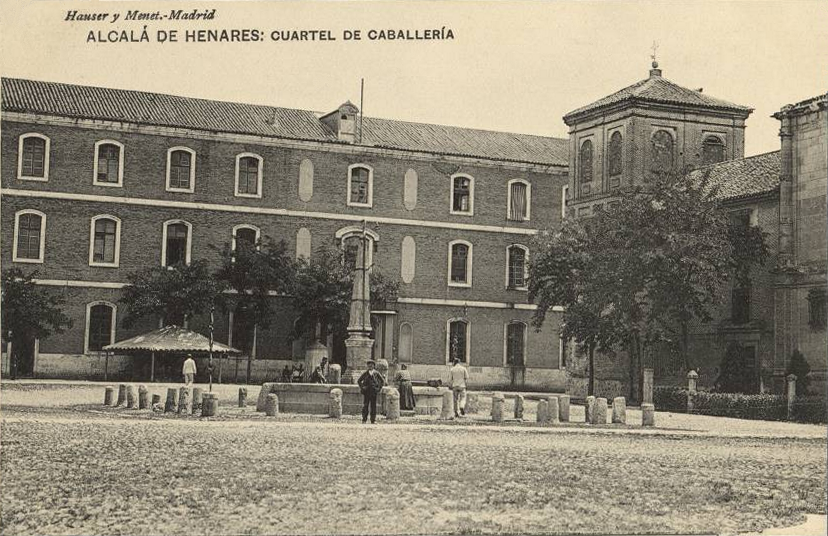
Quarter del Cavalleria del Príncep, dit de San Diego, a Alcalà de Henares cap del 1912

El 1922 fou ascendit a alferes després de completar els seus estudis a l'Acadèmia Militar de Cavalleria de Valladolid i destinat al Regiment de Llancers Borbó, núm. 4. El 1928 fou ascendit a capità. L'abril de 1936, essent capità, fou destinat al Regiment Villarrobledo, a Alcalá de Henares. Formà part dels anomenats Jinetes de Alcalá, un grup de 29 militars de l'arma de Cavalleria adscrits a aquest regiment i al regiment de Calatrava, núm. 2, que a finals de juny de 1936 foren confinats al castell de Sant Carles de Palma, Mallorca. El Govern de la República aprofità uns incidents entre soldats i membres de partits d'esquerra per fer neteja de conspiradors d'ambdós regiments. Al castell de Sant Carles conegueren al cap de la Falange Española a Mallorca, Alfonso de Zayas, que també estava empresonat i que els posà amb contacte amb els militars que s'havien d'aixecar contra la República.
Quan es produí el pronunciament militar del 18 de juliol de 1936 aquests militars es posaren a les ordres dels avalotats i Mariano Peñas fou nomenat cap de les milícies d'Inca i passà a comandar un escamot de la Falange Española dotant-lo d'estructura militar i inicià la repressió dels membres dels partits d'esquerra, dels sindicats socialistes i de les cooperatives locals (detencions il·legals, tortures i assassinats). També participà en la defensa contra el desembarcament de Mallorca de forces republicanes l'agost de 1936
L'octubre de 1937 fou destinat a la Milícia Nacional de FET y de las JONS. El 1938 fou ascendit a comandant. El 1966 era tinent coronel retirat i fou nomenat comissari secretari de la Comissió del Registre-Matrícula de Cavalls Pura Sang i Pures Races Espanyoles, després en fou vocal fins al desembre de 1975.